# Jackson Township (comté de Butler, Pennsylvanie)
Pour les articles homonymes, voir Jackson Township.
Jackson Township est un township, situé dans le comté de Butler, aux États-Unis,. En 2010, il comptait une population de 3 657 habitants.

## Démographie
Lors du recensement de 2010, le township comptait une population de 3 657 habitants. Elle est estimée, en 2016, à 3 808 habitants.

### Source de la traduction
- (en) Cet article est partiellement ou en totalité issu de l’article de Wikipédia en anglais intitulé « Jackson Township, Butler County, Pennsylvania » (voir la liste des auteurs).